# Diferente da Multidão
Diferente da Multidão é o segundo álbum de estúdio do cantor brasileiro Leo Fonseca, lançado em setembro de 2012 pela gravadora CanZion Brasil durante a Expocristã. O disco, contendo a participação especial de Nívea Soares, David Quinlan e Nery Fonseca foi produzido por Josué Ribeiro e contou com a participação do Coral da Comunidade No Sobrenatural, onde os pais de Leo Fonseca lideram, em Morrinhos.
A obra foi gravada no Polo Estúdio em Belo Horizonte por Jordan Macedo e também contém uma versão de "Rooftops" do Jesus Culture. Além de ser lançado em CD, foi distribuído em formato digital.

## Faixas
1. "Árvore Plantada"
2. "Som de Adoração" (Part. Nívea Soares)
3. "Tempo de Cantar"
4. "Todos os Dias"
5. "Três Palavras"
6. "Diferente da Multidão"
7. "Adorador Incondicional" (Part. Nery Fonseca)
8. "Alvo"
9. "Eu Não Mereço"
10. "Altos Montes" ("Rooftops")
11. "Minha Riqueza" (Part. David Quinlan)
12. "Valeria a Pena?"